# Сокрытый ужас (фильм)
«Сокрытый ужас» — фильм американского режиссёра С. Кортни Джойнера, снятый в 1994 году по рассказу Говарда Лавкрафта.

## Сюжет
После освобождения Джон Мартенс приходит к сообщнику своего отца Неггсу, который является владельцем похоронного бюро. Тот сообщает молодому человеку о сокровищах, зарытых старшим Мартенсом на кладбище городка Леффертс Корнер, и уговаривает отправиться на их поиски. Однако место оказывается весьма небезопасным — в подземных ходах под кладбищем и церковью обитают упыри, время от времени нападающие на людей. Когда Мартенс приезжает сюда, то оказывается в заложниках у Кэтрин Фаррелл и городского врача Хэггиса, которые задумали уничтожить тварей. Неожиданно в кладбищенской церкви появляются ещё трое уголовников, которые тоже охотятся за сокровищами. Их не останавливает даже угроза со стороны упырей. Но последние не дремлют, так что количество живых людей постепенно сокращается.
В конце концов Мартенс попадает в склеп, являющийся домом для упырей. Здесь он узнаёт зловещую тайну своего рода — все монстры принадлежат к его фамилии…

## В ролях
1. Джон Финч — Беннет
2. Блейк Бэйли — Джон Мартенс
3. Эшли Лоренс — Кэтрин Фаррелл
4. Джеффри Комбс — доктор Хэггис
5. Эллисон Маки — мисс Марлоу
6. Пол Манти — отец Поул
7. Винсент Скьявелли — Неггс
8. Джозеф Ливенгуд — Пирс
9. Майкл Тодд — тварь
10. Кристина Стойка — Мария
11. Луана Стойка — Бет
12. Адриан Пинтя — Райан
13. Илинка Гоя — Ли

## Производственные особенности
Съёмки фильма происходили в Румынии, поэтому заброшенная церковь в фильме — православная (что крайне мало вероятно для провинциального американского городка).